# 호안 (연호)
호안(保安, ほうあん/ほあん)은 일본의 연호(元号) 중 하나이다.
- 전후 : 겐에이(元永) 이후 - 덴지(天治) 이전.
- 시기 : 1120년 ~ 1123년
- 천황 : 도바 천황, 스토쿠 천황

## 개원(改元)
- 겐에이 3년 4월 10일(율리우스력 1120년 5월 9일), 액운을 피하기 위해 개원.
- 호안 5년 4월 3일(율리우스력 1124년 5월 18일), 덴지로 개원된다.

## 출전
알려지지 않음.
- 덴에이・에이큐・겐에이 개원때와 같이 스가와라 노 아리요시가 간진(勘申, 조정에서 의식 등 여러 일에 대해 선례・전고・길흉・일시 등을 조사해 진언하는 일)을 맡았다.

## 서력과의 대조표
| 호안 | 원년   | 2년    | 3년    | 4년    | 5년    |
| ---- | ------ | ------ | ------ | ------ | ------ |
| 서력 | 1120년 | 1121년 | 1122년 | 1123년 | 1124년 |
| 간지 | 경자   | 신축   | 임인   | 계묘   | 갑진   |

## 같이 보기
- 일본의 연호 일람

| 이전 겐에이 | 일본의 연호 1120년 ~ 1124년 | 다음 덴지 |